# Арикемис

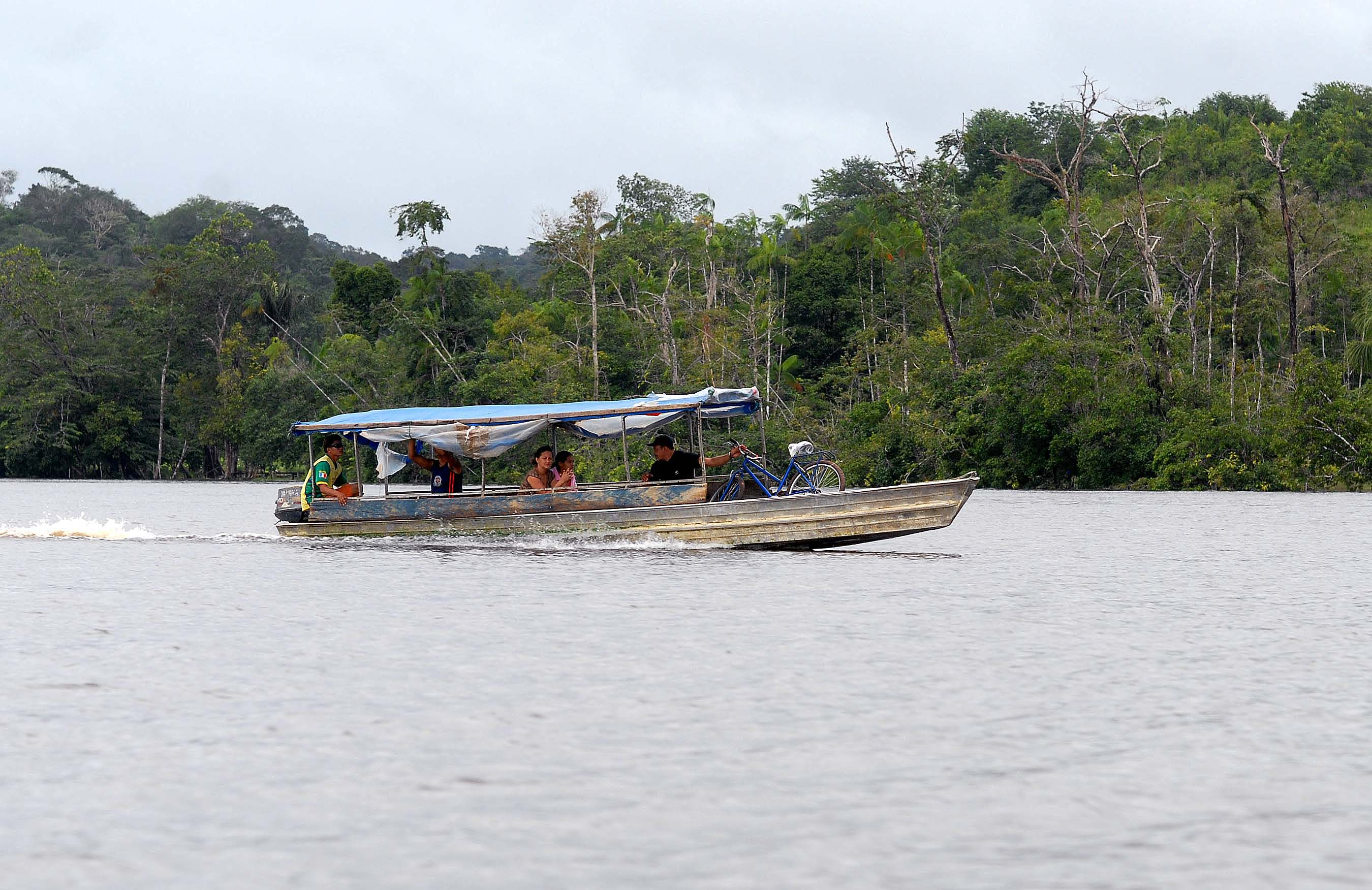

Арикемис на карте штата.

Арикемис (порт. Ariquemes)  —  муниципалитет в Бразилии, входит в штат Рондония. Составная часть мезорегиона Восток штата Рондония. Входит в экономико-статистический  микрорегион Арикемис. Население составляет 90 353 человека на 2010 год. Занимает площадь 4 426,57 км². Плотность населения — 20,41 чел./км².

## История
Город основан 21 ноября 1977 года. 

## Демография
Согласно сведениям, собранным в ходе переписи 2010 г. Национальным институтом географии и статистики (IBGE), население муниципалитета составляет:
| Полное население                               | Полное население                               | Полное население                               | Полное население                               | 90 353 |
| ---------------------------------------------- | ---------------------------------------------- | ---------------------------------------------- | ---------------------------------------------- | ------ |
| в том числе:                                   | Городское население                            | 76 525                                         | Процент городского населения, %                | 84,70  |
|                                                | Сельское население                             | 13 828                                         | Процент сельского населения, %                 | 15,30  |
|                                                | Мужское население                              | 45 543                                         | Процент мужского населения, %                  | 50,41  |
|                                                | Женское население                              | 44 810                                         | Процент женского населения, %                  | 49,59  |
| Плотность населения, чел/км²                   | Плотность населения, чел/км²                   | Плотность населения, чел/км²                   | Плотность населения, чел/км²                   | 20,41  |
| Население муниципалитета в % к населению штата | Население муниципалитета в % к населению штата | Население муниципалитета в % к населению штата | Население муниципалитета в % к населению штата | 5,78   |

По данным оценки 2015 года население муниципалитета — 104 401 житель.

## Статистика
- Валовой внутренний продукт на 2005 составляет 693.339.000,00 реалов (данные: Бразильский институт географии и статистики).
- Валовой внутренний продукт на душу населения на 2005 составляет 8.154,00 реалов (данные: Бразильский институт географии и статистики).
- Индекс развития человеческого потенциала на 2000 составляет 0,752 (данные: Программа развития ООН).

## География
Климат местности: экваториальный. В соответствии с классификацией Кёппена, климат относится к категории Am.

## Важнейшие населенные пункты
| № | Населённый пункт | Населённый пункт (порт.) | Категория | Население чел. (2010) | На карте                       |
| - | ---------------- | ------------------------ | --------- | --------------------- | ------------------------------ |
| 1 | Арикемис         | Ariquemes                | город     | 76525                 | 9°54′33″ ю. ш. 63°02′07″ з. д. |